# Vorauseinsatzfahrzeuge

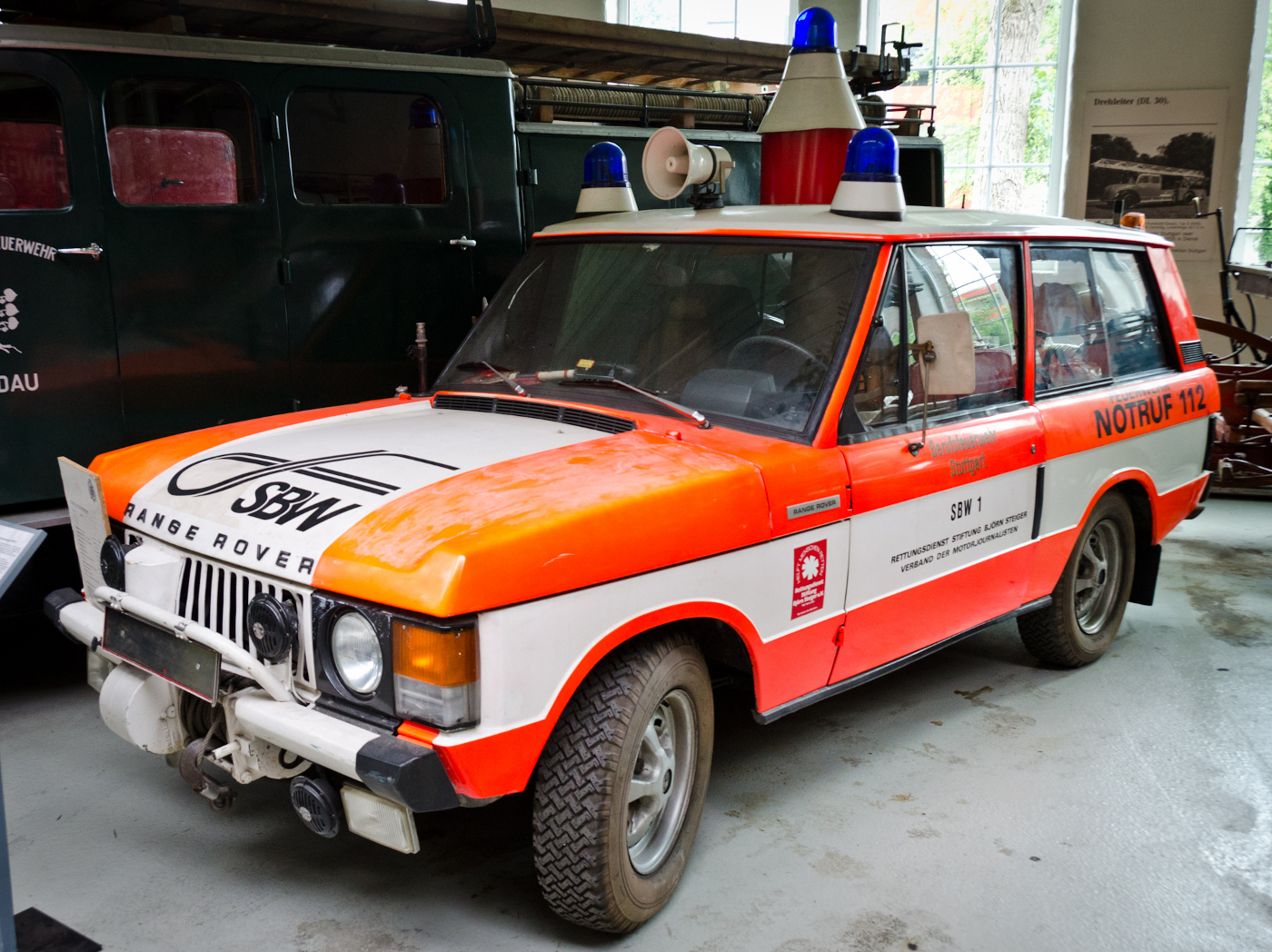
SBW im Feuerwehrmuseum Stuttgart

Vorauseinsatzfahrzeuge (VEF) sind nicht durch DIN genormte Feuerwehrfahrzeuge in Deutschland, die einer ersten schnellen Hilfeleistung dienen. Sie können sehr unterschiedlich konzipiert sein und führen im Einsatz meist Erstmaßnahmen und Technische Hilfeleistungen durch, bis die schweren Einsatzfahrzeuge eintreffen. Zu den am meisten verbreiteten Vorauseinsatzfahrzeugen zählen der Vorausrüstwagen (VRW), der Vorausgerätewagen (VGW) und das Vorauslöschfahrzeug (VLF).
Der Vorläufer des heutigen VRW ist der Schnellbergungswagen (SBW), der in Zusammenarbeit mit der Björn-Steiger-Stiftung im Mai 1974 bei der Berufsfeuerwehr Stuttgart eingeführt wurde.
Ein SBW stand auf der Feuerwache 5, ein zweiter auf der Feuerwache 4.
Beide waren mit einem Hydraulikaggregat für den Spreizer sowie die Rettungsschere von Nike/USA (damals mit die ersten Scheren in Westdeutschland) ausgerüstet.
Notfallkoffer, Feuerlöscher und Trennjäger vervollständigten die Ausstattung.
Auf dem Dach befand sich ein ausfahrbarer Lichtmast inklusive Rundumleuchte.

## Vorausrüstwagen

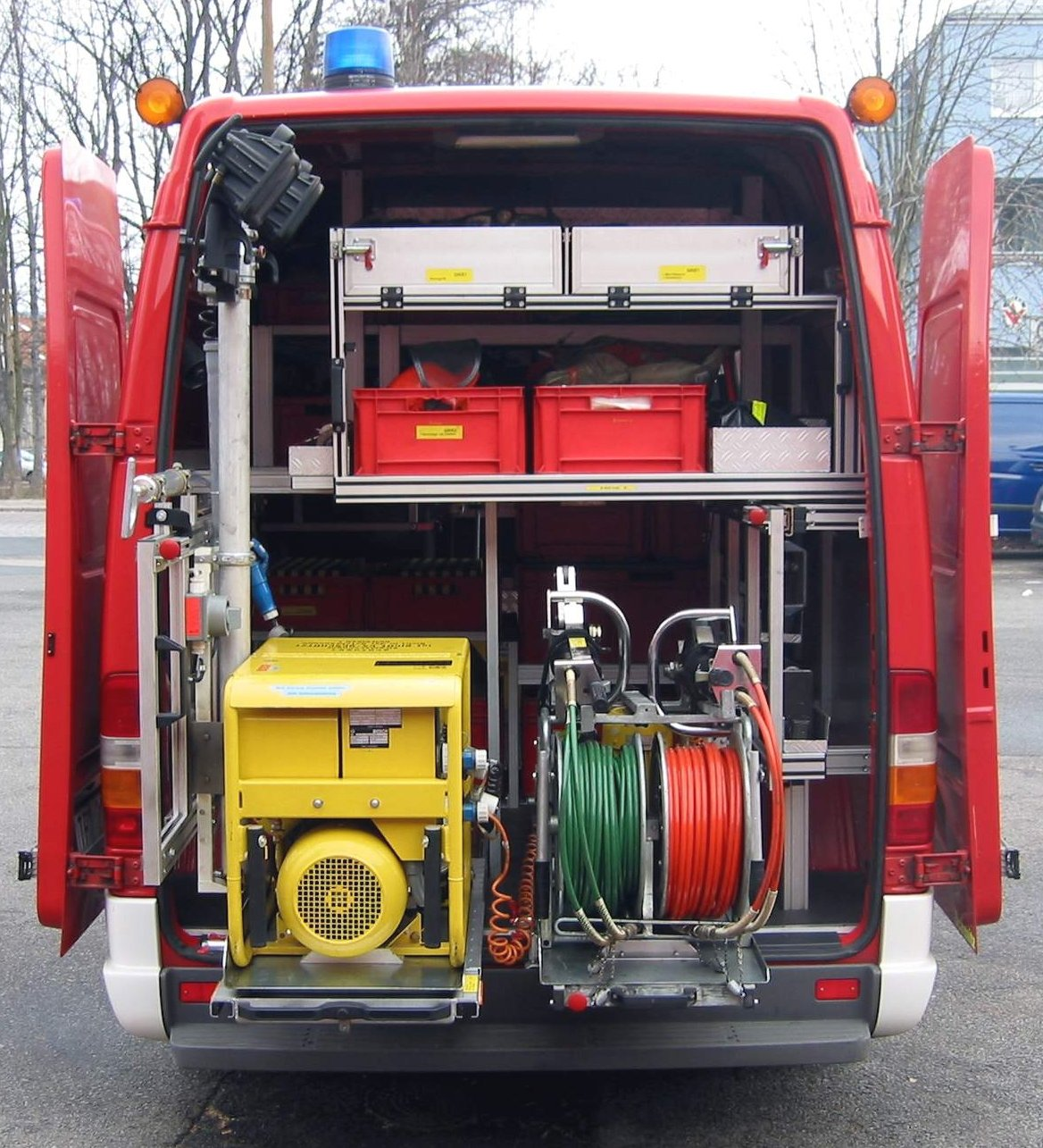
Beladung eines Vorausrüstwagens

Die Fahrzeuge werden bei entsprechenden Einsätzen oft als erstes besetzt. Die Stärke der Besatzung, Ausrüstung und das zugrundeliegende Fahrzeug variieren örtlich sehr stark. Das Einsatzkonzept VRW ist vor allem im Süden Deutschlands verbreitet, in anderen Regionen hingegen kaum anzutreffen. Auf fachlicher Ebene ist das Konzept umstritten. In Rheinland-Pfalz ist der VRW mit mindestens Truppbesatzung und THL-Satz sogar per Technischer Richtlinie rechtlich fixiert und wird bezuschusst.
Zur üblichen Ausrüstung eines Vorausrüstwagens zählen:
- Hydraulischer Rettungssatz mit Rettungsschere, Rettungsspreizer und Rettungszylinder
- Netzwasser (Löschwasser mit beigemischten Tensiden)
- Lichtmast
- Winkelschleifer
- Unterlegkeile
- Pressluftatmer
- Notfallmedizinische Ausstattung, z. B. Notfallkoffer

Quellen: 

## Vorausgerätewagen
Vorausgerätewagen (VGW) sind nicht genormt und besitzen daher auch keine vorgeschriebene Ausrüstung. Sie dienen in der Regel ähnlichen Zwecken wie Vorausrüstwagen, etwa der Beseitigung von Ölspuren oder der Behebung von Unwetterschäden. Entsprechende Gerätschaften werden transportiert.

## Vorauslöschfahrzeug

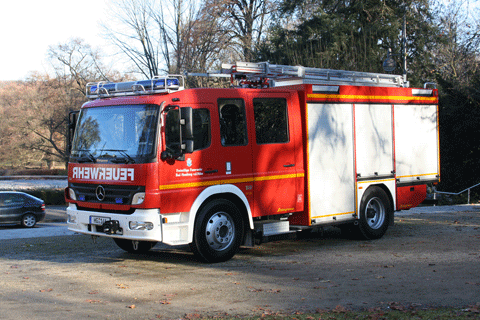
VLF der Feuerwehr Bad Homburg-Stadt

Vorauslöschfahrzeuge (VLF) sind ebenso wie VRW nicht genormte Feuerwehrfahrzeuge, die entsprechend den örtlichen Bedürfnissen konzipiert werden. Die Ausrüstung ist hier auf die Brandbekämpfung ausgelegt, so dass meist Atemschutzgeräte, Wassertank und eine Fahrzeugpumpe (tragbar oder fest eingebaut) zu finden sind. Die Bandbreite der Fahrzeuge reicht von Fahrzeugen ähnlich einem Tragkraftspritzenfahrzeug bis hin zu einem vollausgerüsteten Löschgruppenfahrzeug.

## Vorausmotorräder
In Frankfurt am Main wurde auch mit Vorausmotorrädern experimentiert, die hauptsächlich zum Absperren und zur Erstversorgung von Verletzten eingesetzt werden sollten. Letztlich wurde aber das Verletzungsrisiko gegenüber der Zeitersparnis als zu groß angesehen.